# Graham Greene (glumac)
Graham Greene (22. lipnja 1952. Six Nations Reserve, Ontario, Kanada -) kanadski glumac, rođen kao punokrvi Oneida na indijanskom rezervatu Six Nation Reserve, u Kanadi. 
Jedan je od najboljih američkih domorodačkih glumaca, čije su uloge Indijanca gotovo uvijek pozitivne. Najzapaženije su mu uloge Kicking Birda u Plesu s vukovima /Dances With Wolves (1990)/, i serijama L.A. Law, Murder She Wrote, i Northern Exposure. Graham Greene je snimio preko 90 filmova i TV epizoda. 

## Vanjske poveznice
- Graham Greene u internetskoj bazi filmova IMDb-u (engl.)
- Graham Greene: Oneida actor adored by millions  Arhivirana inačica izvorne stranice od 17. svibnja 2006. (Wayback Machine)